# 臺北市濱江實驗國民中學
臺北市濱江實驗國民中學（英語譯名：Taipei Binjiang Experimental Junior High School），簡稱濱江實中、濱中，是位於臺灣臺北市中山區的國民中學。

## 校史沿革
- 2005年（民國94年）8月1日，臺北市立濱江國民中學正式成立
- 2005年（民國94年）11月11日，濱江國中校舍落成典禮暨校慶
- 2020年（民國109年）12月24日，濱江實驗中學正式揭牌

## 歷任校長
| 屆別 | 姓名   | 任職時間             |
| ---- | ------ | -------------------- |
| 1    | 蘇萍   | 2006年7月－2009年7月 |
| 2    | 柯麗萍 | 2009年8月－2012年7月 |
| 3    | 凌福昌 | 2012年8月－2020年7月 |
| 4    | 李素珍 | 2020年8月－2022年7月 |
| 5    | 陳昫姮 | 2022年8月－至今      |

## 校友
- 楊蕎安

## 外部連結
- 濱江國中網站 （页面存档备份，存于）